# Helina rufitibialis
Helina rufitibialis är en tvåvingeart som beskrevs av Willi Hennig 1957. Helina rufitibialis ingår i släktet Helina och familjen husflugor.
Artens utbredningsområde är Kanarieöarna. Inga underarter finns listade i Catalogue of Life.